# تابه‌بویا کریستوریکا
تابه‌بوئیا کریستریچا (نام علمی: Tabebuia chrysotricha) یا درخت شیپوری طلایی یا درخت ترومپت طلایی (به انگلیسی: Golden Trumpet Tree) نام یکی از گونه‌های تیرهٔ پیچ‌اناریان است. درخت ترمپت طلایی یک درخت همیشه سبز در کشور برزیل است. 
تابه‌بوئیا کریستریچا گل ملی کشور برزیل است.